# Brandon Brooks (giocatore di football americano)
Brandon Brooks (Milwaukee, 19 agosto 1989) è un ex giocatore di football americano statunitense che ha militato nel ruolo di guardia per i Philadelphia Eagles della National Football League (NFL). Fu scelto dagli Houston Texans nel corso del terzo giro (76º assoluto) del Draft NFL 2012. Al college ha giocato a football a Miami (Ohio).

## Carriera professionistica

### Houston Texans
Considerato uno dei migliori prospetti tra le guardie del Draft 2012, Brooks fu scelto nel corso del terzo giro dai Texans. Nella sua stagione da rookie disputò sei partite, nessuna delle quali come titolare. Nella successiva divenne stabilmente titolare, disputando 15 gare tutte come partente.

### Philadelphia Eagles
Il 9 marzo 2016, Brooks firmò un contratto quinquennale del valore di 40 milioni di dollari con i Philadelphia Eagles. Nel 2017 fu convocato per il suo primo Pro Bowl. Il 4 febbraio 2018 allo U.S. Bank Stadium di Minneapolis partì come titolare nel Super Bowl LII vinto contro i New England Patriots per 41-33, il primo trionfo della storia della franchigia.

## Palmarès

### Franchigia
- Super Bowl : 1

Philadelphia Eagles: LII
- National Football Conference Championship: 1

Philadelphia Eagles: 2017

### Individuale
- Convocazioni al Pro Bowl: 3

2017, 2018, 2019